# Drobschsee
Der Drobschsee ist ein 13 Hektar umfassender Natursee im Südwesten der Gemarkung Görsdorf, einem Ortsteil der brandenburgischen Gemeinde Tauche im Landkreis Oder-Spree. Am Nordostufer des Sees befindet sich auf dem Gelände einer ehemaligen Ziegelei der Görsdorfer Wohnplatz Drobsch.
Der langgestreckte Rinnensee ist das südlichste Gewässer einer fünfteiligen Seenkette, die vom Blabbergraben verbunden und von Nord nach Süd in die Krumme Spree zwischen Kossenblatt und Werder entwässert wird. Der See gehört zum Naturpark Dahme-Heideseen und zum FFH-/Naturschutzgebiet Schwenower Forst. Innerhalb des Naturschutzgebiets ist der südliche Seeteil mit seinen Verlandungsteilen und dem anschließenden Teil des Blabbergrabens bis zur Mündung in die Spree unter dem Namen Drobschseerinne als Naturentwicklungsgebiet (früher: Totalreservat) ausgewiesen. Die der direkten menschlichen Einflussnahme entzogene Zone soll die Erhaltung der natürlichen Gewässer- und Vegetationsdynamik mit ihren Verlandungsstadien sicherstellen.

## Geographie

### Geologie und Naturraum
Der Drobschsee liegt auf dem südlichen Ausläufer der Beeskower Platte, die als Nr. 824 in den Naturräumlichen Haupteinheiten Deutschlands in der Haupteinheitengruppe Nr. 82 Ostbrandenburgisches Heide- und Seengebiet geführt wird. Im Untergrund der Platte überwiegen Saaleeiszeitliche Grundmoränenflächen, die weitgehend von flachwelligen Endmoränenbildungen der letzten Eiszeit überlagert werden.

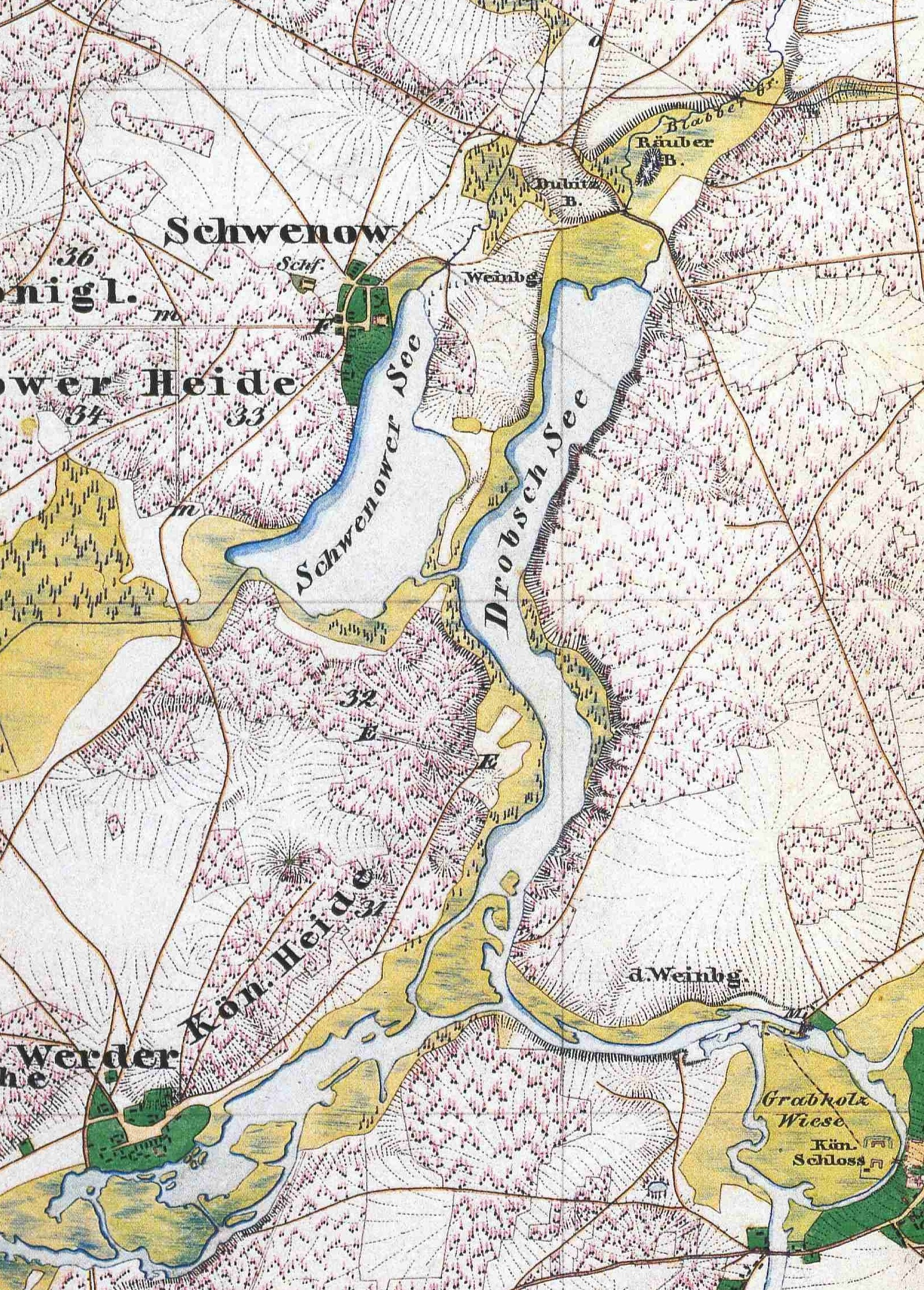
In der Preußischen Uraufnahme von 1846 erstreckt sich der Drobschsee noch bis zur Spree. Er endet heute gleichauf mit dem Südufer des benachbarten Schwenowsees. Der restliche, verlandete Teil wird vom Blabbergraben durchflossen und gehört zum Naturentwicklungsgebiet Drobschseerinne im NSG Schwenower Forst.

Der See gehört zur glazialen Rinne des Blabbergrabens, die im Norden am Herzberger See beginnt und über den Lindenberger, Ahrensdorfer, Premsdorfer See und Drobschsee in einen Altarm der Krummen Spree entwässert. Aufgrund des stark mäandrierenden Verlaufs wird die Spree zwischen dem Neuendorfer See und Schwielochsee als Krumme Spree bezeichnet. Die Spree fließt in diesem Abschnitt in der glazialen Brieschter Talung von West nach Ost und trennt die Beeskower Platte von der südlich anschließenden Lieberoser Platte/Leuthener Sandplatte. Die Blabbergrabenrinne verläuft parallel zur westlichen Scharmützelsee-Glubigseen-Rinne, deren Schmelzwasser ursprünglich wie die der Blabbergrabenrinne nach Süden Richtung Baruther Urstromtal flossen, deren Abflussrichtung sich allerdings nacheiszeitlich nach Norden zum Berliner Urstromtal umgekehrt hat. Rund 280 Meter westlich des Drobschsees erstreckt sich, gleichfalls in Nord-Süd-Ausrichtung, der 24,73 Hektar umfassende Schwenowsee, dessen Wasser über den Schwenowseegraben in den Drobschsee gelangen.

### Orte und Umgebung
Der See liegt im Südwesten der Gemarkung Görsdorfs. Der Dorfkern Görsdorfs (Kirche) befindet sich rund 2,4 Kilometer nordöstlich des Gewässers. Rund 100 Meter nordöstlich befindet sich der Görsdorfer Wohnplatz Drobsch, der aus vier Gebäuden besteht. Etwa 430 Meter nördlich des Sees beschreibt der Blabbergraben einen Halbkreis um das Bodendenkmal Räuberberg mit Resten des Burgwalls einer deutschen Adelsburg aus dem 12./13. Jahrhundert. Bis zum in das Südbecken einmündenden Schwenowseegraben und parallel zur rund 60 Meter breiten Verlandungszone des Westufers verläuft die Grenze zum Dorf Schwenow, einem Wohnplatz des Storkower Ortsteils Limsdorf. Der Dorfkern Schwenows liegt 850 Meter westlich des Drobschsees. Das restliche Seestück und der anschließende Südteil des Blabbergrabens bilden die Westgrenze zur Gemarkung des Görsdorfer Ortsteils Werder.
Eine Anbindung des Sees an das Straßennetz besteht nicht; der Wohnplatz Drobsch ist mit Görsdorf durch einen unbefestigten, sandigen Fahrweg verbunden. Das nahe gelegene Dorf Schwenow ist von Limsdorf oder Werder auf der Kreisstraße 6726 zu erreichen. Zudem führt durch Drobsch einer der regionalen Hauptwanderwege von Schwenow oder Ahrensdorf nach Kossenblatt.

## Gewässerprofil und Hydrologie

### Struktur und Entwicklung
Die Fläche des Drobschsees beträgt 13,157 Hektar, sein Umfang 2,734 Kilometer. Der Wasserstand liegt 44m ü. NHN. Er hat eine Gesamtlänge von rund 1,2 Kilometern und eine maximale Breite von rund 220 Metern. Das Gewässer ist in drei Teile strukturiert. Auf ein 590 Meter langes und 220 Meter breites Nordbecken folgt ein 330 Meter langer Mittelteil, der sich mit maximal rund 30 Metern auf Flussbreite verengt. Danach öffnet sich ein 280 Meter langes und bis zu 120 Meter breites Südbecken.
Die Preußische Uraufnahme von 1846 (siehe Abbildung oben) zeigt den See in weitgehend einheitlicher Form und Breite. Zudem erstreckte sich das Gewässer zu dieser Zeit noch bis zur Spree. Heute endet er gleichauf mit dem Südufer des benachbarten Schwenowsees. Der restliche Teil ist inzwischen verlandet und wird vom Blabbergraben durchflossen. Die Lauflänge des Grabens von der heutigen Südspitze des Drobschsees bis zur Mündung in die Spree beträgt rund 1,23 Kilometer.

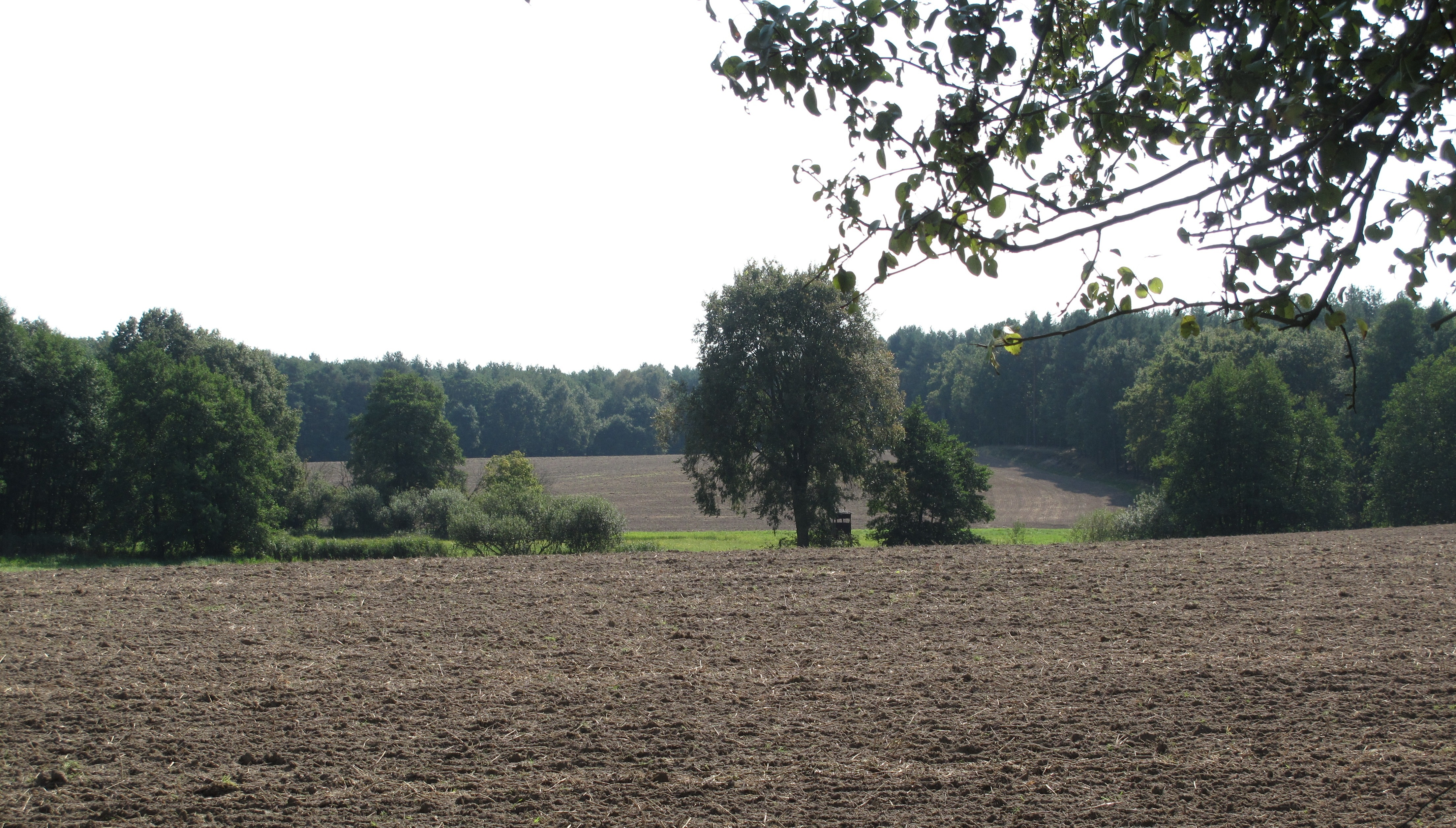
Blick über die Blabbergrabenrinne nördlich des Drobschsees von West (Schwenow) nach Ost (Görsdorf)

### Zuflüsse und Abfluss
Der Zu- und Abfluss erfolgt durch den Blabbergraben, der im mittleren Lauf  – insbesondere in den Sommermonaten – allerdings oft trocken liegt. Einen weiteren Zufluss bildet der insgesamt 7,924 Kilometer lange Schwenowseegraben, der östlich von Behrensdorf, einem Ortsteil von Rietz-Neuendorf, entspringt, parallel zum Blabbergraben von Nord nach Süd fließt und in den Schwenowsee mündet. Am unteren Ostufer tritt er aus dem Schwenowsee wieder aus und führt seine Wasser auf einem letzten, rund 280 Meter langen Teilstück dem Drobschsee zu. In seinem oberen Teil liegt auch der Schwenowseegraben streckenweise trocken.
Beide Zuflussgräben sind Teil des „Gewässerentwicklungskonzepts (GEK) Krumme Spree“ zur naturnahen Entwicklung von Fließgewässern im Rahmen der EU-Wasserrahmenrichtlinie (WRRL), das die Durchgängigkeit des Schwenowseegrabens, des teils verrohrten Blabbergrabens und weiterer Fließe der Region wiederherstellen will.

## Naturschutz, Flora und Fauna

### Naturentwicklungsgebiet Drobschseerinne

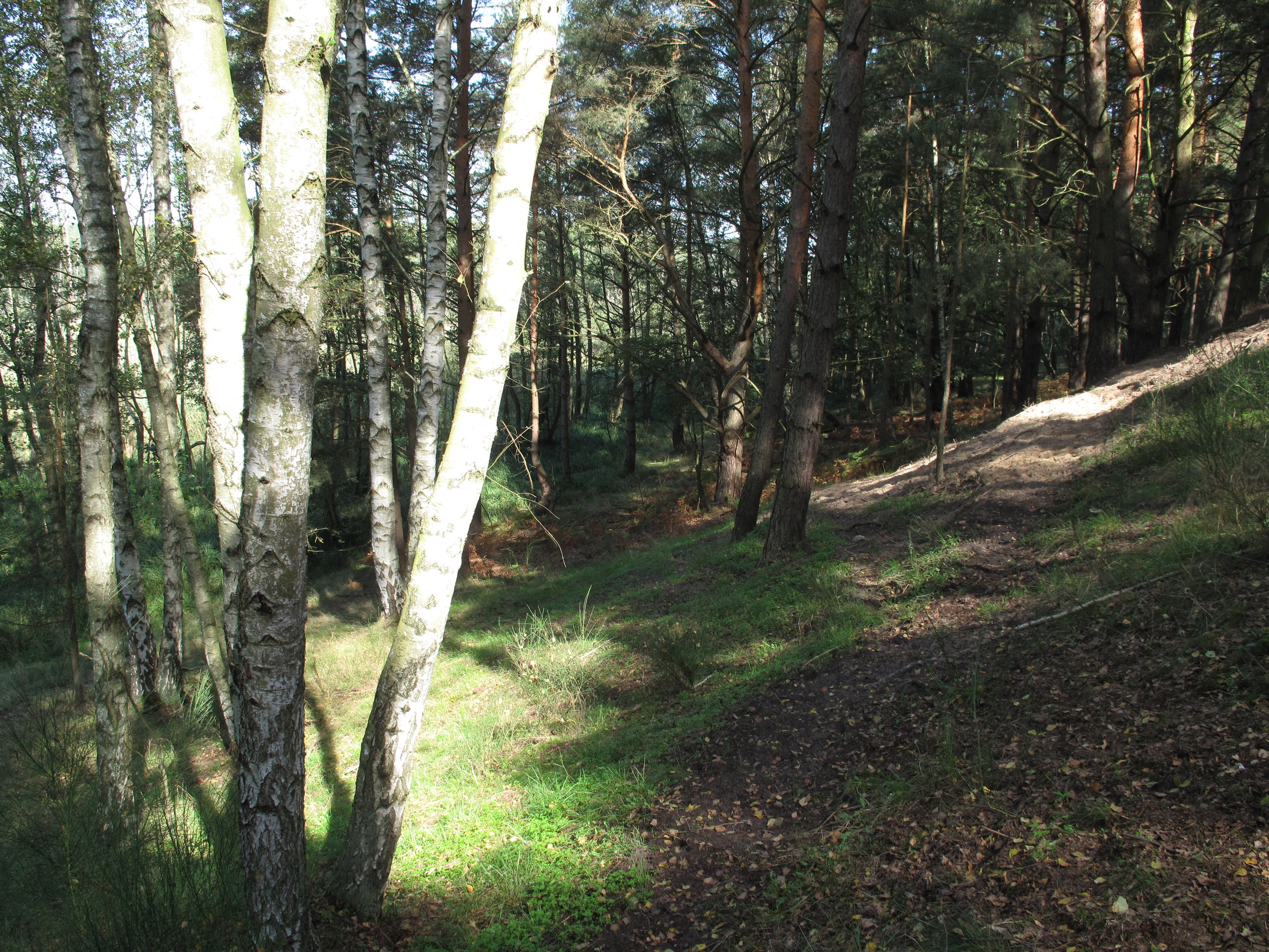
Osthang der Blabbergrabenrinne/Drobschseerinne zwischen dem Drobschsee und der Spree

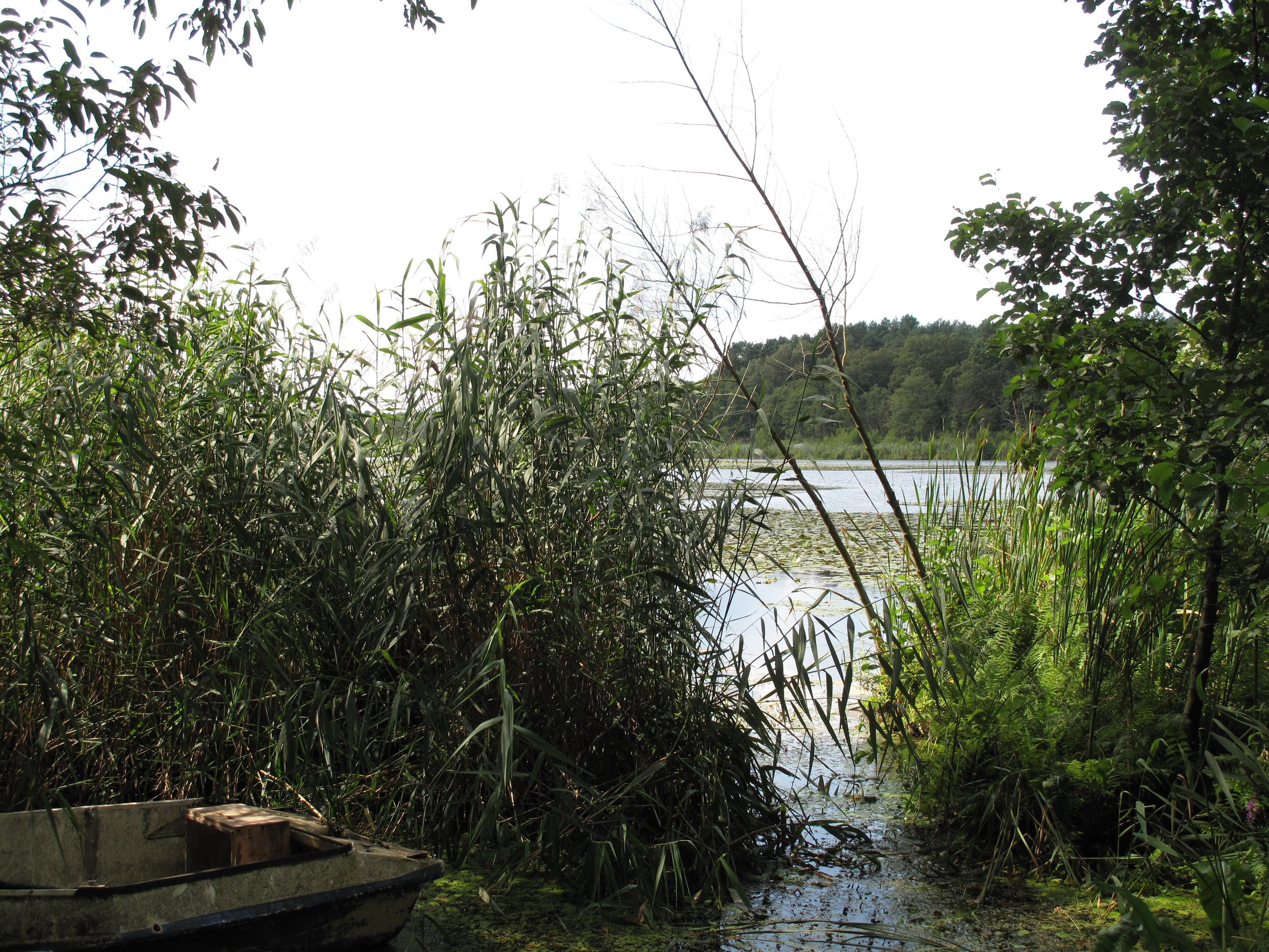
Röhricht und Seerosenteppiche im Nordbecken

Der gesamte Drobschsee gehört zum 746 Hektar umfassenden Naturschutzgebiet Schwenower Forst. Das seit 2004 geschützte Gebiet ist zudem als FFH-Gebiet im Natura 2000 Verbund ausgewiesen. Innerhalb des Naturschutzgebiets wurden ein Streifen des Westufers des Nordbeckens, der südliche Seeteil und der anschließende Teil des Blabbergrabens (verlandeter Seeteil) bis zur Mündung in den Altarm der Krummen Spree unter dem Namen Drobschseerinne als Naturentwicklungsgebiet (früher: Totalreservat) unter besonderen Schutz gestellt und als Zone 1 gekennzeichnet. Das rund 39 Hektar umfassende Naturentwicklungsgebiet Drobschseerinne ist nach § 21 Abs. 2 des Brandenburgischen Naturschutzgesetzes der direkten menschlichen Einflussnahme entzogen, die Lebensräume und Lebensgemeinschaften sollen langfristig ihrer natürlichen Entwicklung überlassen bleiben. In der Drobschseerinne soll insbesondere die Erhaltung der natürlichen Gewässer- und Vegetationsdynamik mit ihren Verlandungsstadien sichergestellt werden.

### Pflanzen und Pflanzengemeinschaften
Der Fließgewässerverlandungskomplex ist von Erlen-Moor-, Bruchwäldern und feuchten Hochstaudenfluren geprägt. Die kalkliebende Laubwaldflora ist mit Arten wie Kamm-Wachtelweizen, Niedrige Schwarzwurzel, Schuppenwurzen, Wiesen-Primel und Gelbes Windröschen vertreten. Zudem gedeihen der in der Roten Liste gefährdeter Arten Deutschlands als „stark gefährdet“ eingestufte Sand-Tragant, Schwalbenwurz, Blutroter Storchschnabel, der „gefährdete“ Ährige Blauweiderich, die „gefährdete“ Wohlriechende Skabiose, Spießblättriges Helmkraut und das „gefährdete“ Duftende Mariengras. Die an den Hängen des Drobschsees und Schwenowsees ehemals reichen Vorkommen des gemäß Bundesartenschutzverordnung (BArtSchV) in Deutschland „besonders geschützten“ Leberblümchens konnten im Jahr 2013 nicht mehr nachgewiesen werden.
Bemerkenswert sind die Bestände der sehr seltenen Wassernuss im Drobschsee. Die Wasserpflanze des Jahres 2011 wird in der Roten Liste gefährdeter Arten deutschlandweit als „stark gefährdet“ und in Brandenburg als „vom Aussterben bedroht“ geführt. Der See verfügt weitgehend über naturnahe Uferbereiche und stellenweise über ausgedehnte Röhrichtbestände. Seerosenteppiche nehmen große Teile der Wasserfläche ein.

### Fischotter und Angelbeschränkungen

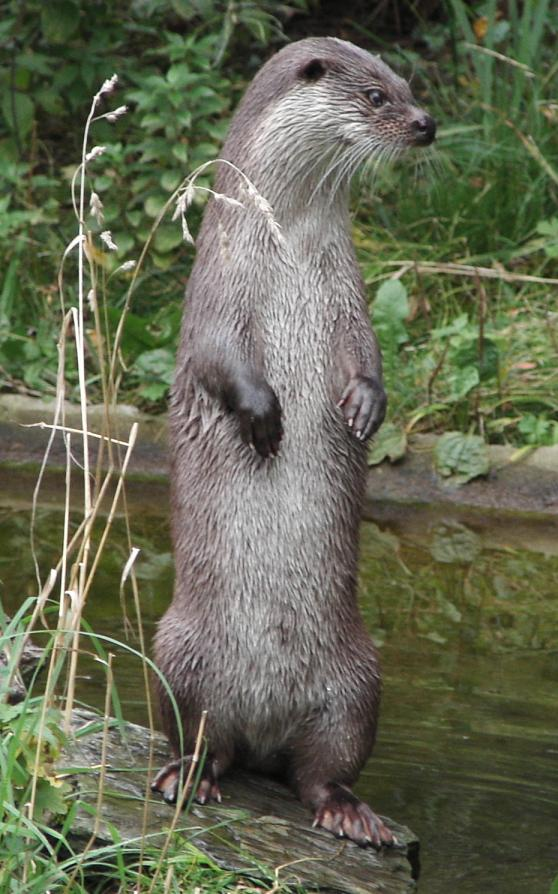
Fischotter

Der Fischotter, Tier des Jahres 1999 in Deutschland und in Brandenburg gleichfalls vom Aussterben bedroht, ist im Drobschsee und im benachbarten Schwenowsee inzwischen wieder ständig präsent. Der an das Wasserleben angepasste Marder zählt zu den besten Schwimmern unter den Landraubtieren und kann bis zu acht Minuten unter Wasser bleiben. Einen großen Teil seines Beutespektrums stellen Fische dar, wobei er überwiegend kleine Fischarten erbeutet und darunter vor allem langsame und geschwächte Tiere. Ihm kommt daher eine Rolle bei der Gesunderhaltung der Fischbestände zu.
Der Drobschsee zählt zu den Angelgewässern der Storkower Fischgenossenschaft. Allerdings ist das Angeln aufgrund des besonderen Schutzstatus des Gewässers nur auf dem Seeteil erlaubt, der nicht zur Zone 1 gehört, und auch hier nur vom Boot aus. Zudem sind in der Kartenskizze und in der topografischen Karte der NSG-Verordnung genaue Einlassstellen für die Boote festgelegt und eingezeichnet. Jedes Boot muss gekennzeichnet und bei der unteren Naturschutzbehörde registriert werden. Zur Zeit des Inkrafttretens der NSG-Verordnung im Jahr 2004 waren auf dem See drei Angelkähne oder Ruderboote zugelassen. Ansonsten sind Wasserfahrzeuge aller Art einschließlich Surfbretter oder Luftmatratzen auf dem See verboten.

## Geschichte

### Ersterwähnungen und Etymologie
Der Drobschsee wurde erstmals 1643 als Drobaz schriftlich verzeichnet, eine Drobschmühle (Drobschmole) bereits 1376 erwähnt (siehe unten). Im Jahr 1700 wurde er als die Drowatz, 1751 als Der Trobsch und in der Preußischen Uraufnahme von 1846 in der Schreibweise Drobsch See vermerkt. Der Name kann laut Brandenburgischem Namenbuch zu niedersorbisch drob=alles Kleine, auch kleines Zeug, zusammengelesenes Holz, kleines Vieh, kleine Fische gestellt werden (niedersorbisch dialektal drobjazk=Kleinzeug, obersorbisch drobjaz=kleine Dinge, Kleinkram). Es handelt sich wahrscheinlich um eine Bildung mit den in Flurnamen häufigen Suffixen -š- oder -c-. Das Benennungsmotiv ist nicht mehr nachzuvollziehen. Vergleichend wird auf den Namen des Dorfs Droben, obersorbisch Droby, in der Oberlausitz hingewiesen.

### Drobschmühle
Die einzige schriftliche Erwähnung der Drobschmühle (als Drobschmole) stammt aus einem Lehnsbrief aus dem Jahr 1376. Danach ist sie nach Angabe des Schriftstellers Günter de Bruyn, der 1968 blabbergrabenaufwärts die ehemalige Blabberschäferei als Wohnsitz gekauft hatte, „im Dunkel der Geschichte versunken“. Da die Mühle sehr wahrscheinlich nach dem Drobschsee benannt wurde, kann das Jahr 1376 als mittelbares Ersterwähnungsjahr auch des Sees betrachtet werden.
Den Lehnsbrief hatten die von Strele, Herren zu Beeskow und Storkow, für die Ritter von Queiß ausgestellt. Danach wurden die Brüder Queiß unter anderem mit den Dörfern Schauen, Dahmsdorf, Wendisch-Rietz und Werder nebst Drobschmühle sowie mit Hebungen im Dorf Krausnick belehnt. Diese Angaben des Brandenburgischen Namenbuchs und Historischen Ortslexikons (HOL) beruhen auf der Chronik von Rudolf Hermsdorf aus dem Jahr 1934 Zwischen Dolgen und Scharmützel, in der Hermsdorf die Urkunde vom 19. August 1376 komplett wiedergibt. Darin heißt es:

„Ouch leyen wyr en dass Dorff zcu Werdir [Werder] mit allen Gnaden und mit allen Rechten ouch leyen wyr en dene Sehe und die Weyde doselbst uff unsser Heide. Ouch leyen wir den genannten die Drobschmole und auch vor den Dienst im Dorffe Krusenigk [Krausnick] 15 Malter, halb Korn und halb Hafer, 38 ½ Groschen Zins, 15 Hühner, 15 Swilken Flachs […].“

Nach Angabe des Historischen Ortslexikons führt der Historiker Rudolf Lehmann – gleichfalls bezogen auf diese, oder zumindest eine ähnliche Urkunde aus dem Jahr 1376 – die Drobschmühle als Mühle n[ördlich] Werder an.

### Wohnplatz Drobsch – Ziegelei und Schullandheim
Im Jahr 1886 verkaufte der Gemeindebezirk Görsdorf eine Parzelle am Nordostufer des Drobschsees, die möglicherweise auf dem Areal der ehemaligen Drobschmühle oder in dessen Nähe lag, an einen Ziegelmeister. Der Meister errichtete eine Ziegelei, baute die Lehmvorkommen an den Hängen der Blabbergrabenrinne ab und versorgte die umliegenden Dörfer mit Mauerziegeln. Entfernter liegende Orte wurden mit Kähnen über den See und die Spree beliefert. Das Unternehmen florierte nach Darstellung Günter de Bruyns nur für kurze Zeit – bereits 1909 waren der Ziegelofen und der Trockenschuppen abgebaut.
1913 erwarb der Görsdorfer Gutsbesitzer Hermann Paschke das verbliebene Wohnhaus nebst Stall- und Scheunengebäude. Anschließend als sogenanntes Waldgut vorübergehend im Besitz des Grafen Hugo zu Castell-Rüdenhausen aus der Landgemeinde Berlin-Grunewald, ging das Areal 1919 an den Berliner Fabrikanten Max Miessner und 1936 als Feriendomizil weiter an den Berliner Kaufmann Bruno Hampel. Hampel gab dem massiven Wohnhaus durch eine Holzummantelung sein heutiges Aussehen und errichtete ein langgestrecktes Wirtschaftsgebäude. Da Hampels „Waldgut“ den gesamten Drobschsee einschloss und die 100-Hektar-Grenze überschritt, wurde der Besitz 1947 enteignet und aufgeteilt. Wohnhaus, Stall und Scheune gingen an eine Umsiedlerfamilie. Die Provinzialverwaltung erhielt das Wirtschaftsgebäude, die es für die Fischerei nutzte. Die Lehmgrube der ehemaligen Ziegelei wurde reaktiviert und für den Wiederaufbau der kriegszerstörten Görsdorfer Gebäude verwendet. In den 1970er Jahren kaufte eine Berliner Schulbehörde das gesamte Areal, ließ ein neues Sanitär- und Küchengebäude errichten und machte aus Drobsch ein Schullandheim und Kinderferienlager. Nach der Deutschen Wiedervereinigung 1990 wurde das Areal privatisiert.
Im Jahr 1950 bestand die Landgemeinde Görsdorf aus den Wohnplätzen Premsdorf, Blabbermühle und der Wirtschaft Drobsch. Auch mit Stand 2014 wird Drobsch als Wohnplatz Görsdorfs angegeben.